# 마르쇼사우루스

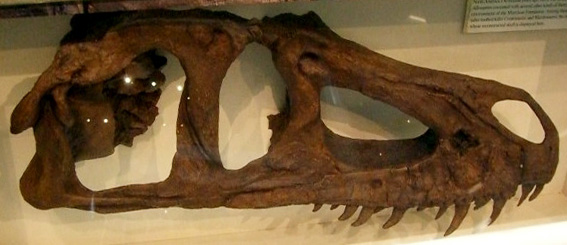

마르쇼사우루스는 쥐라기 후기, 지금의 미국에서 서식한 육식공룡이다.